# Tiago Almeida
Pour les articles homonymes, voir Almeida (homonymie).
Tiago Almeida, né le 28 août 2001 à Anadia au Portugal, est un footballeur portugais qui évolue au poste d'arrière droit au GD Chaves.

## Biographie

### En club
Né à Anadia au Portugal, Tiago Almeida est formé par le club de sa ville natale, l'Anadia FC avant de rejoindre le CD Tondela en 2019. Il fait sa première apparition en équipe première le 18 juin 2020, à l'occasion d'une rencontre de championnat face au Sporting CP. Il entre en jeu à la place de Marko Petković et son équipe l'emporte par deux buts à zéro. Il connait sa première titularisation le 20 juillet de la même année contre le SC Braga, en championnat. Son équipe s'impose cette fois (1-0 score final).
Le 13 août 2020, Almeida prolonge son contrat jusqu'en 2023 avec le CD Tondela,.
Le 6 juillet 2024, Tiago Almeida signe en faveur du GD Chaves pour un contrat de deux ans, soit jusqu'en juin 2026.

## Vie privée
En février 2021, Tiago Almeida déclare prendre pour modèle son compatriote João Cancelo et de rêver jouer en Premier League.